# Polonezköy

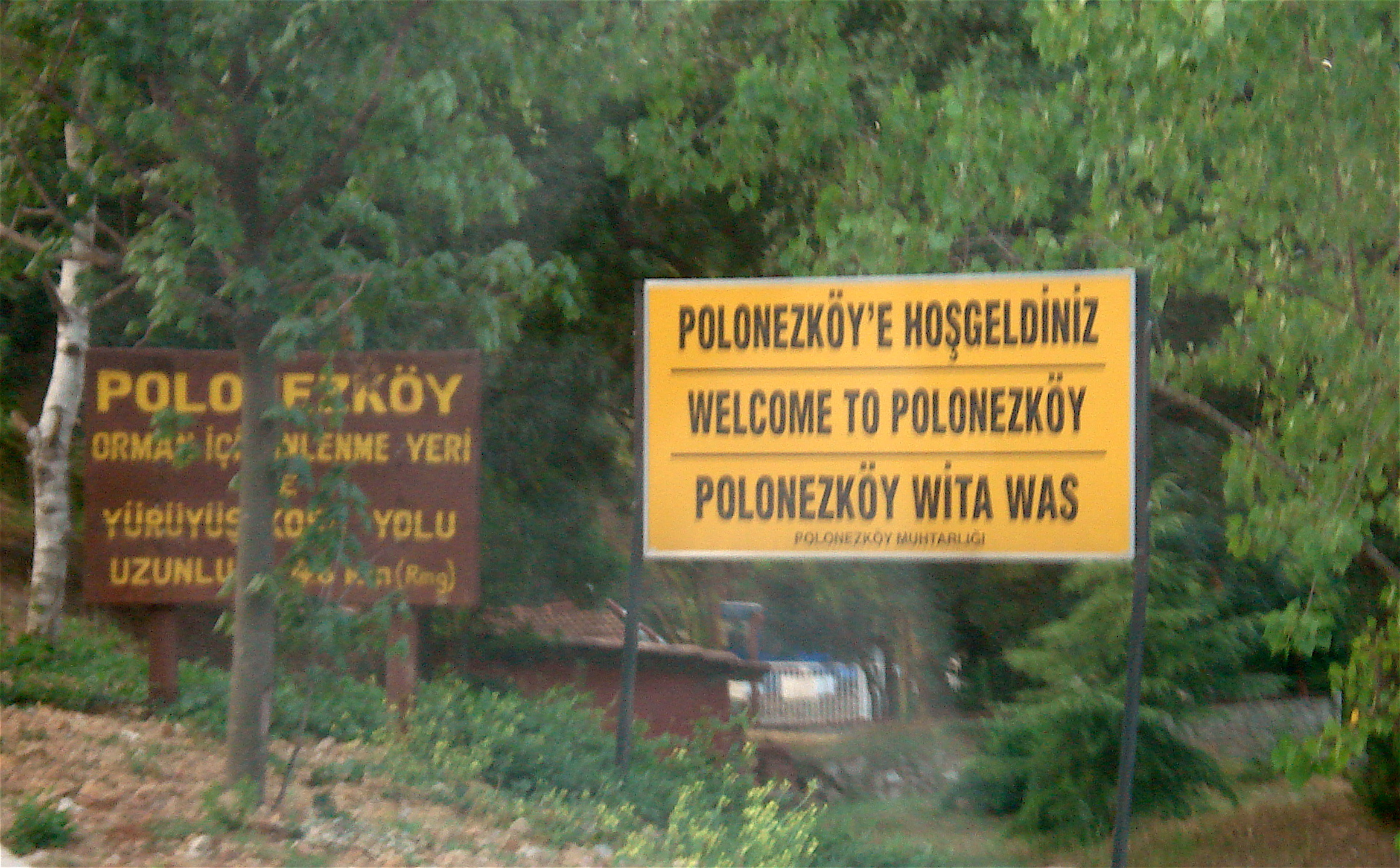
Ortseingangsschild von Polonezköy

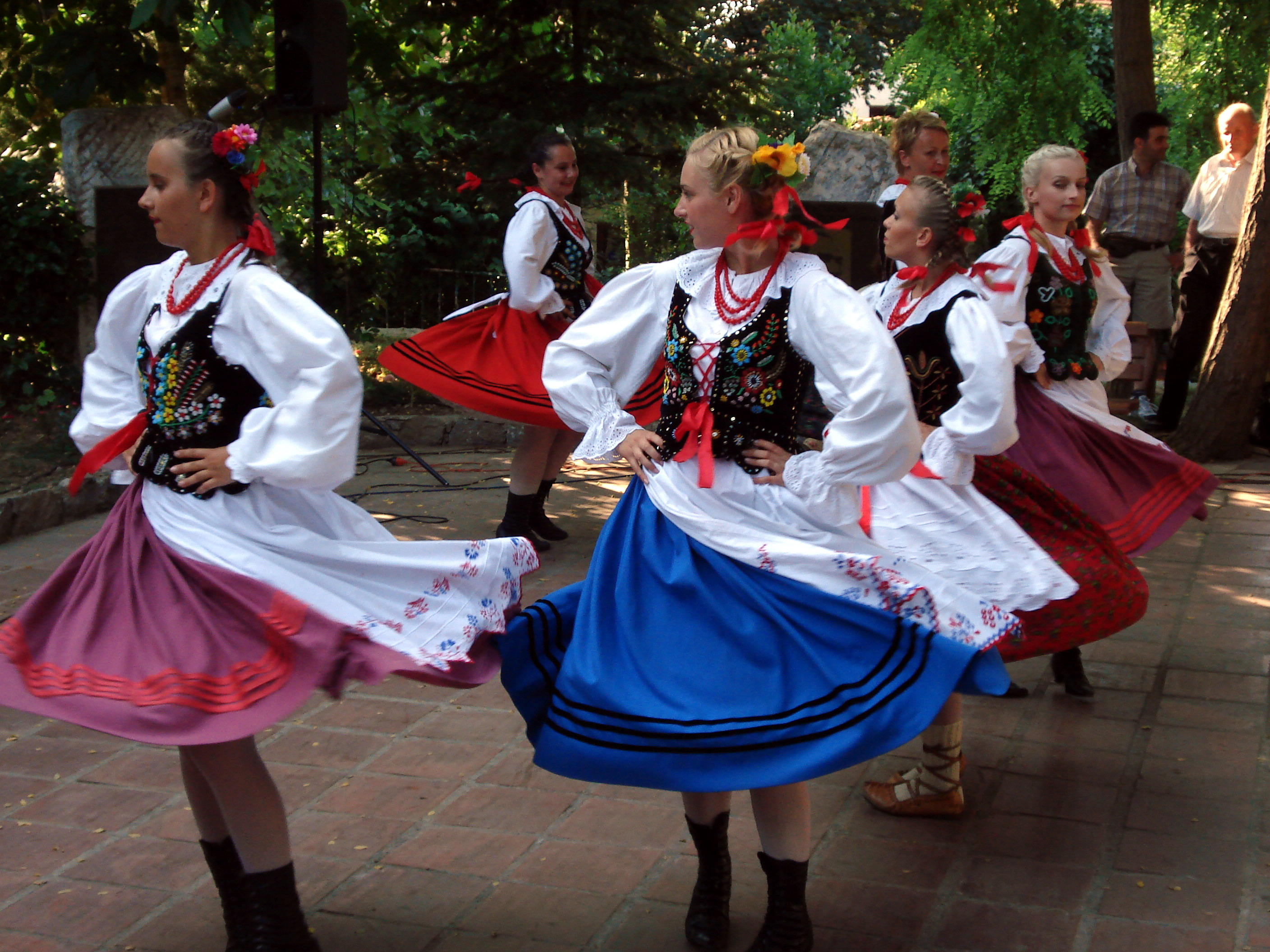
Polnisches Kulturfestival in Polonezköy

Polonezköy (polnisch Adampol) ist ein Dorf im Landkreis Beykoz der türkischen Provinz İstanbul. Es liegt rund 30 km östlich des historischen Stadtkerns der Metropole İstanbul und hatte laut der letzten Volkszählung 390 Einwohner (Stand Dezember 2010).

## Geschichte
Polonezköy wurde 1842 von polnischen Siedlern, die während der polnischen Teilungszeit ins Exil ausgewandert waren, unter der Leitung von Fürst Adam Jerzy Czartoryski gegründet. Der Ort sollte neben Paris zum zweiten Exilzentrum des polnischen Widerstands gegen die damaligen Besatzer in der Heimat heranwachsen und von dem polnischen Dissidenten Michał Czajkowski als Vertretung der polnischen Exilregierung etabliert werden. In dem Ort leben heute unter anderem auch die Nachfahren der nach dem Krimkrieg dort siedelnden polnischen und tschechischen Söldner des osmanischen Sultanats. Nach der Wiedererlangung der polnischen Unabhängigkeit 1918 kehrten zahlreiche der Siedler jedoch nach Polen zurück.
Polonezköy erlangte wegen seiner besonderen Architektur von Anfang an touristische Bedeutung. Das Dorf hat ein polnisches Erscheinungsbild und besitzt zum Beispiel eine römisch-katholische Kirche samt Friedhof. Die Siedler bauten Polonezköy nach heimischer Art mit Fachwerkhäusern und umzäunten Gärten, in die sie vertraute Obstbäume und -sträucher pflanzten. Zahlreiche prominente Persönlichkeiten wie Franz Liszt (1847), Gustave Flaubert (1850), Mustafa Kemal Atatürk (1937), Angelo Giuseppe Roncalli (1941), Adam Rapacki (1961), Kenan Evren (1985), Lech Wałęsa (1994) und Aleksander Kwaśniewski (1996) besuchten den Ort.
Die Einwohner von Polonezköy lebten lange Zeit vom Verkauf von Schweinefleischwaren, die unter der nicht-muslimischen Bevölkerung İstanbuls sehr begehrt waren, da Schweinefleisch sonst in der muslimisch geprägten Türkei nur schwer zugänglich war. Mittlerweile ist der Tourismus vollständig in den Vordergrund getreten, denn Polonezköy gilt unter den Türken als „das exotischste Dorf der Türkei“. Die Einwohner pflegen bis heute ihre polnische Sprache und polnische Brauchtümer. Des Weiteren werden vor Ort zahlreiche Festivals mit polnischer Musik veranstaltet.
Zu den bekanntesten Töchtern Polonezköys zählt die Opernsängerin Leyla Gencer, die dort geboren wurde und in ihrer Jugend viel Zeit in dem Dorf verbrachte.